# Nit d'albaes
Nit d'albaes és una pel·lícula escrita i dirigida per Maximilià Thous Orts, produït a València el 1925 per la companyia, creada per ell mateix, Produccions Artístiques Cinematogràfiques Espanyoles (PACE), en col·laboració amb Ebro Films i Carlos Stela.
La pel·lícula es va estrenar al Gran Teatre de València el 14 de desembre de 1925.
L'argument de la pel·lícula està inspirada en el títol homòleg del poema simfònic compost al juny de 1881 per Salvador Giner, i com es tractava d'una producció de cinema mut, la partitura no va poder traslladar-se a la pantalla, pel que era interpretada al llarg de la projecció per l'orquestra de la sala.
Anteriorment es van realitzar altres versions basades en un drama líric homònim estrenada amb llibret de José Guzmán Guallar i música del mateix Salvador Giner.
La versió castellana es va estrenar amb el títol de Alboradas 1900 i 1903. Però sembla que la versió teatral no tenir massa èxit, encara que la música del mestre Giner va tindre una gran popularitat durant dècades.
És considerada la pel·lícula més reeixida de les dirigides per Maximilià Thous, qui demostra un ampli coneixement de les possibilitats de la càmera per plasmar un argument amb ambicions poemátiques. A més, és considerada una de les peces musicals claus de la Renaixença musical valenciana, exemple clau de l'ús del folklore musical valencià dins el llenguatge de composició culta. El film té un gran contingut valencianista que es reivindica a la mateixa promoció de la pel·lícula en la qual es destaca la valencinia tant dels autors com d'ambients i contenido.
Va tenir un gran èxit per part del públic.
Quan es va estrenar a València el va fer amb el seu títol original, el qual fou traduït al castellà (Noche de Alboradas) en estrenar-se a Madrid el 8 de febrer de 1926.
La pel·lícula s'ha perdut, actualment no queden més que un minut i quaranta segons del metratge, en els quals es mostra un paisatge ple de barques, aigua, barraques i vegetació; però es pot fer una petita recomposició del mateix gràcies a la quantiosa documentació del llegat de Thous que conserva la Filmoteca Valenciana, i gràcies al fullet que publicà La Correspondencia de Valencia, sobre l'argument de la pel·lícula.
Com también es compta amb l'obra teatral de Guzmán, es poden veure els canvis argumentals introduïts per Thous en la pel·lícula. De l'obra teatral conserva l'ambient centrat en l'Albufera i el conflicte melodramàtic voltants del triangle amorós, encara que la pel·lícula aconsegueix allargar les accions tant en el temps com en l'espai, de manera que la majoria de les escenes són de nova creació.

## Argument
El protagonista masculí és "Visantet", anomenat també Sento, fill d'un pescador de El Pinar assassinat per una venjança; va ser enviat de nen a treballar en un establiment comercial navilier de València ciutat, on arriba a tenir un lloc de responsabilitat. A causa del seu treball ha de traslladar-se a Londres a fer uns negocis i abans d'anar-se'n vol acomiadar-se de la seva família que viu a El Pinar. Mentre travessa l'Albufera coneix Doloretes, protagonista femenina de l'obra, filla de l'alcalde de El Pinar, que tornava de València, on havia anat a comprar.
Entre els dos joves neix una forta atracció que es veu reforçada per una anècdota que els passa. Estant a la barca camí de El Pinar a Doloretes li cau un medalló a l'Albufera i Sento es tira a l'aigua per arreplegar-se'l, la qual cosa li fa emmalaltir de paludisme i entre els seus deliris somia que és el cavaller errant de Doloretes. Després de recuperar-se de la seva malaltia s'acomiada de la seva mare i de la qual serà l'amor de la seva vida, Doloretes.
Mentrestant, el pare de Doloretes organitza una cacera d'ànecs a l'Albufera a la qual assisteix el comte de Fuenturbia, cap polític d'aquest, i parlamentari madrileny, que porta en el grup un col·laborador tèrbol i gris, anomenat Atilano (Àtila de mal nom) que en caure malalt ha de quedar-se al poble i s'allotja a casa de l'alcalde, encapritxant -se de Doloretes.
L'alcalde vol que la seva filla accepti les temptatives d'Àtila per entaular una relació, però aquesta vol esperar el retorn de Sento. En arribar les festes del poble, entre els actes es porta a terme una "correguda de joies" (competició tradicional entre homes de l'horta valenciana per un premi, la preuada "joia", que normalment era un mocador de seda de diferent color sobre una corona de llorer que antigament es regalava a la dona estimada en finalitzar la cursa. Avui en dia, el premi segueix sent el mateix, però els genets competeixen també amb les amazones i els cavalls de cultiu són ara més ràpids) en la qual el premi principal era un mocador de Doloretes. Al concurs s'inscriuen tant Àtila com Sento, que acaba de tornar de Londres. La cursa és molt renyida però guanya Sento, i això provoca la ira d'Àtila que decideix matar el seu rival amb l'ajuda del Moro, un busca-raons del poble amb qui organitza un parany per Sento aprofitant la ronda dels joves per cantar "albaes".
Doloretes s'assabenta del pla i intenta persuadir al seu enamorat perquè no vagi a cantar i el tanca a la seva habitació. La rondalla del Moro va a cantar a casa de Sento i posa en dubte el seu valor i després va a casa de Doloretes on hi ha la rondalla partidària de Sento, que s'escapa de la seva habitació i va a casa de Doloretes on l'ataca el Moro entre el tumult organitzat per les rondalles enfrontades. Sento mata el Moro qui abans de morir confessa tot el pla organitzat per Àtila. Sento i Doloretes es casen i es van en barca creuant l'Albufera.

## Intèrprets[5][9]
Ana Giner Soler, Antonio Gil Varela ("Varillas"), José Benítez, Carmen Corro, Manuel Gil, José Latorre, Francisco Llopis, Arturo Marimón, Leopoldo Pitarch, Francesc Priego, Maria Priego, Arturo Terol, Francisco Villasante.